# Ovidiu Densusianu
Ovidiu Densusianu (ur. 29 grudnia 1873 w Fogaraszu, zm. 9 czerwca 1938 w Bukareszcie) – rumuński uczony, filolog, językoznawca i poeta.
Ovidiu Densusianu (Densușianu) urodził się 29 grudnia 1873 w Făgăraș. Studiował w Berlinie i Paryżu. Po powrocie do kraju został profesorem filologii romańskiej na uniwersytecie w Bukareszcie. Swoje poezje podpisywał pseudonimem Ervin. Pozostając pod silnym wpływem europejskiego symbolizmu, stał w opozycji do obowiązującej w tym czasie w literaturze rumuńskiej tradycji sielankowej. Wprowadził do liryki tematykę miejską, traktując miasto jako ośrodek życia. W 1905 założył pismo literackie Viața Nouă (Nowe czasy), które wydawał przez następnych dwadzieścia lat. Jako językoznawca był autorem napisanej po francusku historii języka rumuńskiego (Histoire de la langue roumaine, 1901–14).  Opracował też słownik języka rumuńskiego (Dicționar general al limbii Române, 1909).